# Тюменские казахи
Тюменские казахи (каз. Түмендік қазақтары) — жители Тюменской области казахского происхождения. По переписи населения за 2010 год их численность составляет 19 тыс. человек. Согласно новым данным в Тюменской области за 2021 год, включая Ханты-Мансийский и Ямало-Ненецкий автономные округа, проживают более 39 тысяч казахов. Большая часть из них проживает в Сладковском, Армизонском, Аромашевском, Ишимском, Исетском, Казанском и Тюменском районах.

## История
История формирования казахского народа на территории Тюменской области берёт своё начало со времен становления Узбекского ханства на осколках Золотой Орды, а в дальнейшем Сибирского ханства. Казахи проникали в места расселения сибирских татар в XV веке во времена Абулхаира, когда тот стоял во главе объединения "узбеков" (кочевников, объединявших и казахов) и позднее. В конце XVI века границы казахов в Сибири сомкнулись с границами Русского государства, между ними стали укрепляться посольские связи, оживилась торговля. Путь из Тобольска, Тары в среднеазиатские торговые центры пролегал через казахские степи.
Активно казахи начали заселять территории Тюменской области в XVIII веке. В это время районы северного и западного Казахстана, а также южные районы Западной Сибири подверглись нападению джунгар. Поражения от джунгарских войск приводили казахов к необходимости искать союзников, и часть казахов стала продвигаться на север под защиту Российской империи. В этих условиях и произошло добровольное присоединение к России территорий Среднего и Младшего жузов. После падения Джунгарского ханства часть казахов передвинулась на север и расположила свои кочевья в Западной Сибири.
В 30-е годы из-за голода в Казахстане казахи были вынуждены мигрировать в другие регионы СССР. Тюменская область стала одним из таких форпостов. На новом месте партийные органы стали создавать колхозы, состоящие из казахов-переселенцев. Самый северный казахский колхоз ДВКА (имени Дальневосточной Красной Армии) находился в Нижнетавдинском районе, на территории современного села Березовка. Он появился в 1938 году.
В 1945 году колхоз ДВКА был ликвидирован Нижнетавдинским райисполкомом, поскольку большая часть мужского населения колхоза погибла в Великую Отечественную войну, женщины и дети не могли тянуть только на себе все хозяйство. В результате жителей ДВКА переселили в Тюмень. Здесь им предоставили земельные участки для строительства домов в районе тюменских «сараев» и на «крестьянских». Сегодня внуки и правнуки откочевников из ДВКА составляют костяк казахского населения Тюмени.